# 木雕

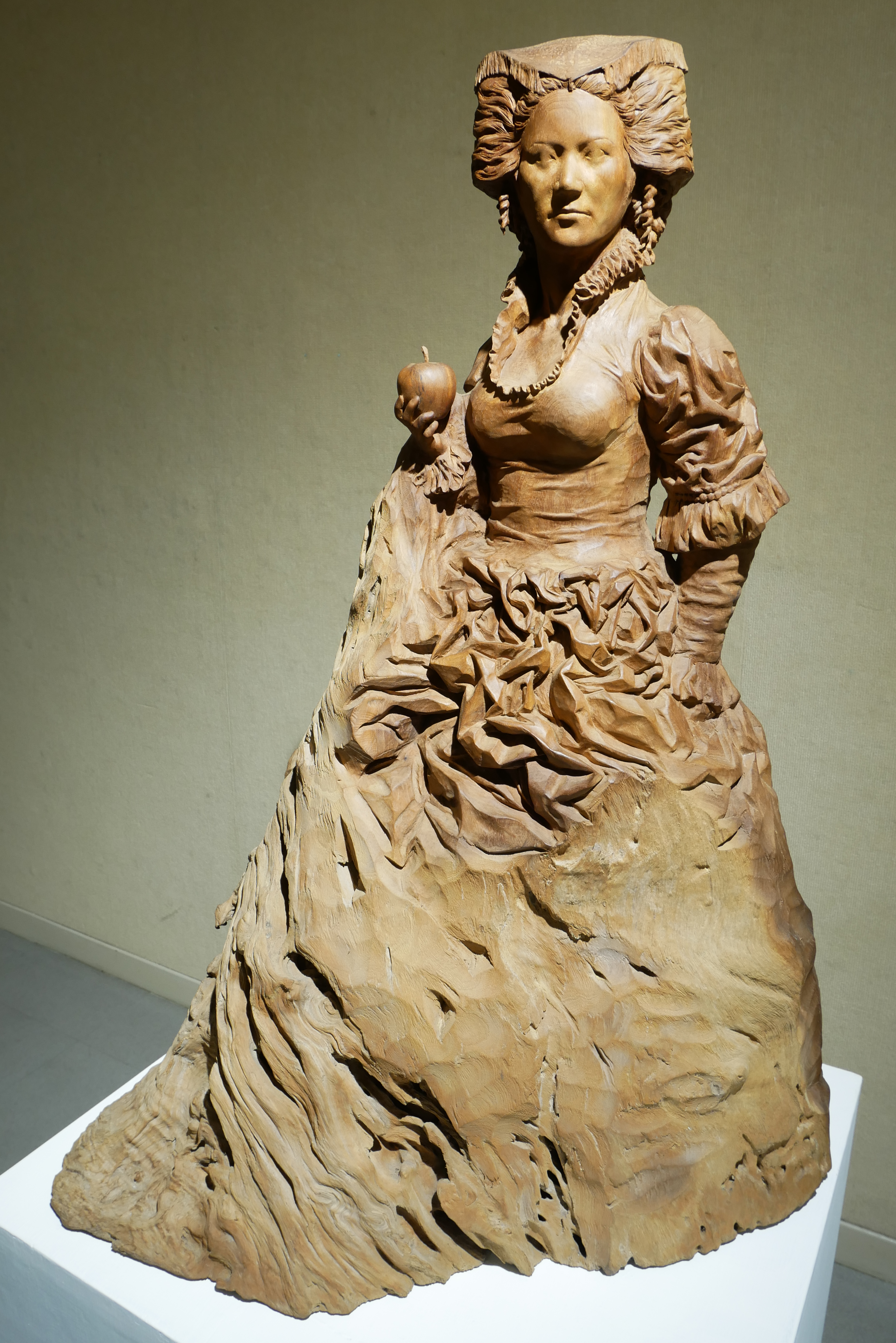
韓旭東所刻樟木木雕〈蘋果〉。

木雕是木工的一個分支，是指以刀和鑿雕刻木材，製成藝術品或裝飾品的工藝。

## 使用的木材
选用质地细密坚韧，不易变形的树种：
- 楠木
- 紫檀
- 樟木
- 柏木
- 银杏
- 沉香
- 红木
- 龙眼

## 做法
传统的木雕是将整块木头粗加工（例如加工成规则形状例如正方形等）后再进行细加工（将木料用刀具雕刻成所想要的图案）。

## 以木雕出名的地方
- 中華民國（臺灣）彰化縣鹿港鎮[1]
- 中華民國（臺灣）桃園市大溪區[1]
- 中華民國（臺灣）苗栗縣三義鄉[2]
- 中華民國（臺灣）苗栗縣通霄鎮
- 中華民國（臺灣）臺南市[3]
- 中華民國（臺灣）嘉義市[4]
- 中華民國（臺灣）澎湖縣[5]
- 中华人民共和国浙江省東陽木雕[6]
- 中华人民共和国浙江省黃楊木雕[6]
- 中华人民共和国廣東省潮州木雕[6]
- 中华人民共和国福建省龍眼木雕[6]
- 日本富山縣井波雕刻
- 日本栃木縣日光雕
- 日本山形縣笹野一刀雕
- 越南北寧省浮溪村[7]
- 馬來西亞雪蘭莪州瑪美里族木雕
- 法屬玻里尼西亞馬克薩斯群木雕
- 巴勒斯坦橄欖木雕